# عباس اسدی سمیع
سمیع اسدی قورمیک نماینده فومن در دوره‌های ۲۱ و ۲۲ مجلس شورای ملی ور مجلس مؤسسان سوم بود.

## تحصیلات و خانواده
عباس اسید سمیع فرزند مرتضی قلی اسدی سمیع در سال ۱۳۱۰ در رشت به دنیا آمد. تحصیلات ابتدایی و متوسط را در رشت به پایان برده و لیسانس خود را در رشته مهندسی کشاورزی از دانشکده کشاورزی کرج اخذ کرد. او سپس برای ادامه تحصیلات به دانشگاه نیومکزیکو و دانشگاه یوتای در آمریکا رفت.

## فعالیت‌های اداری و سیاسی
سمیعی پس از بازگشت به ایران به استخدام وزارت کشاورزی درآمده و مسوول اصلاحات ارضی در صومعه سرا می‌شود. او در دوران خدمت در وزارت کشاورزی مسوولیتهای مدیریت عامل اتحادیه‌های شرکت‌های تعاونی روستایی رشت، معاونت اداری و عضو هیئت مدیره مجمع گوشت لرستان را برعهده داشت. از دیگر مسوولیت‌های او می‌توان به ریاست مرکز اسناد و آمار اشاره کرد.
اسدی از اعضای حزب ایران نوین بوده و در دوره‌های ۲۱ و ۲۲ از سوی مردم فومن برای عضویت در مجلس شورای ملی انتخاب می‌شود. او پیش از انقلاب ۱۳۵۷ از ایران خارج شده و در لندن اقامت می‌گزیند.